# Djurleit
Djurleit ist ein mäßig häufiges Mineral aus der Mineralklasse der Sulfide und Sulfosalze. Es kristallisiert im monoklinen Kristallsystem mit der chemischen Zusammensetzung Cu31S16 bzw. Cu1,9375S, also einer Verbindung der Elemente Kupfer und Schwefel. Es bildet kompakte, kurze, prismatische Kristalle bis 1,5 cm Größe. Mit einer Mohshärte von 2,5 bis 3 gehört es zu den weichen Materialien, die sich mit einer Kupfermünze ritzen lassen.

## Etymologie und Geschichte
Das Mineral wurde 1962 von Eugene S. Rooseboom entdeckt und beschrieben. Er nahm bei der Entdeckung explizit Bezug auf eine Synthese von Cu31S16, die bereits 1958 S. Djurle gelungen war. Allerdings schrieb er von Cu1,96S, also ein Kupfersulfid mit einem höheren Kupferanteil. Nachdem Roosemboom das Mineral nun in der Natur entdeckt hatte, benannte er das Mineral nach S. Djurle Djurleite (englische Schreibweise). Rooseboom benannte als Hauptproblem bei der Entdeckung von Djurleit, es von Chalkosin (chemisch Cu2S) zu unterscheiden. 1967 wurde das Mineral von der International Mineralogical Association (IMA) anerkannt.

## Klassifikation
In der veralteten 8. Auflage der Mineralsystematik nach Strunz gehörte der Djurleit zur Mineralklasse der „Sulfide und Sulfosalze“ und dort zur Abteilung „Sulfide etc. mit M : S > 1 : 1“, wo er gemeinsam mit Chalkosin, Berzelianit und Weissit in der „Chalkosin-Berzelianit-Gruppe“ mit der Systemnummer II/A.01 steht.
In der zuletzt 2018 überarbeiteten Lapis-Systematik nach Stefan Weiß, die formal auf der alten Systematik von Karl Hugo Strunz in der 8. Auflage basiert, erhielt das Mineral die System- und Mineralnummer II/B.01-020. Dies entspricht der Klasse der „Sulfide und Sulfosalze“ und dort der Abteilung „Sulfide, Selenide und Telluride mit dem Stoffmengenverhältnis Metall : S,Se,Te > 1 : 1“, wo Djurleit zusammen mit Anilith, Chalkosin, Digenit, Geerit, Roxbyit, Spionkopit und Yarrowit die Gruppe der „Kupfersulfide“ mit der Systemnummer II/B.01 bildet.
Die von der International Mineralogical Association (IMA) zuletzt 2009 aktualisierte 9. Auflage der Strunz’schen Mineralsystematik ordnet den Djurleit in die Klasse der „Sulfide und Sulfosalze (Sulfide, Selenide, Telluride, Arsenide, Antimonide, Bismutide, Sulfarsenide, Sulfantimonide, Sulfbismutide)“ und dort in die Abteilung „Metallsulfide, M : S > 1 : 1 (hauptsächlich 2 : 1)“ ein. Hier ist das Mineral in der Unterabteilung „mit Kupfer (Cu), Silber (Ag), Gold (Au)“ zu finden, wo es als einziges Mitglied eine unbenannte Gruppe mit der Systemnummer 2.BA.05b bildet.
In der vorwiegend im englischen Sprachraum gebräuchlichen Systematik der Minerale nach Dana hat Djurleit die System- und Mineralnummer 02.04.07.02. Das entspricht der Klasse der „Sulfide und Sulfosalze“ und dort der Abteilung „Sulfidminerale“. Hier findet er sich innerhalb der Unterabteilung „Sulfide – einschließlich Seleniden und Telluriden – mit der Zusammensetzung AmBnXp, mit (m+n):p=2:1“ in der „Chalkosingruppe (Formel: Cu2-x S)“, in der auch Chalkosin, Digenit, Roxbyit, Anilith, Geerit und Spionkopit eingeordnet sind.

## Kristallstruktur
Djurleit kristallisiert monoklin in der Raumgruppe P21/n (Raumgruppen-Nr. 14, Stellung 2) mit den Gitterparametern a = 26,897 Å, b = 15,745 Å, c = 13,565 Å und β = 90,13° sowie acht Formeleinheiten pro Elementarzelle.
Er bildet Zwillinge, die 60° verdreht sind, an der Fläche [100] aus.

## Bildung und Fundorte
Djurleit ist klassischerweise mit anderen Kupfer-, Eisen- und Kupfereisensulfiden vergemeinschaftet, beobachtet wurden Digenit (Cu9S5), Bornit (Cu5FeS4), Chalcocit (Cu2S), Chalkopyrit (CuFeS2), Anilith (Cu7S4) und Pyrit (FeS2).
Fundorte von Djurleit gibt es überall auf der Welt, es wurden (Stand 2015) 282 Fundstellen berichtet. Diese befinden sich in Argentinien, im Atlantischen Ozean, Australien, Österreich, Belgien, Brasilien, Bulgarien, Kanada, Chile, China, Tschechien, der Demokratischen Republik Kongo, Finnland, Frankreich, Deutschland, Griechenland, Grönland, Ungarn, Indien, Indonesien, Irland, Italien, Japan, Kasachstan, Mexiko, Namibia, Norwegen, Papua-Neuguinea, Peru, auf den Philippinen, in Polen, Portugal, Rumänien, Russland, Serbien, in der Slowakei, in Spanien, Schweden, der Schweiz, Großbritannien und den Vereinigten Staaten von Amerika.